# بالا در ابرها (فیلم)
بالا در ابرها (انگلیسی: High in the Clouds) یک فیلم پویانمایی موزیکال به کارگردانی توبی گنکل و نویسندگی جان کراکر است. این فیلم بر پایهٔ رمانی به همین نام نوشتهٔ پل مک‌کارتنی، جف دانبار و فیلیپ آردا ساخته شده است و توسط گومون انیمیشن تهیه و از سوی گومون توزیع خواهد شد.

## داستان
بالا در ابرها بر محور سنجابی نوجوان و خیال‌پرداز به نام ویرال می‌چرخد که پس از آن‌که ناخواسته جغدی مستبد به نام گرتش را می‌رنجاند—رهبری که صدای هر کسی را که از او پیشی بگیرد، می‌رباید—به گروهی از نوجوانان شورشی و غیرعادی می‌پیوندد.

## صداپیشگان
- هیمش پاتل در نقش ویرال، یک سنجاب نوجوان[۱]
- هانا وادینگهام در نقش گرتش، یک جغد زورگو و شیطانی[۱]
- ادریس البا در نقش برل[۱]
- پام کلمنتیف در نقش مینا[۱]
- پل مک‌کارتنی در نقش مک‌کنزی[۱]
- رینگو استار در نقش روی[۱]
- لایونل ریچی در نقش گلداستون[۱]
- آلن شابا در نقش بیگزبی[۱]
- جیمی فلن در نقش فراگو[۱]
- سلین دیون در نقش شوگرتیل[۱]
- کلمانس پوئزی در نقش دوریس[۱]

## تولید
این فیلم نخستین بار در سال ۲۰۱۳ معرفی شد و در آن زمان قرار بود تونی بنکرافت کارگردانی آن را بر عهده داشته باشد و فیلم‌نامه‌اش نیز توسط جاش کلاسنر نوشته شود. در ابتدا برنامه‌ریزی شده بود که فیلم در سال ۲۰۱۵ در سینماها اکران شود و لیدی گاگا نیز با ساخت یک ترانهٔ اورجینال در ساخت موسیقی متن آن مشارکت داشته باشد. پس از تعطیلی دفتر شرکت آرجی‌اچ انترتینمنت در وودلند هیلز، امتیاز ساخت این فیلم در سال ۲۰۱۷ به شرکت گومون واگذار شد. در سال ۲۰۱۸ نیز اعلام شد که جان کراکر نگارش فیلم‌نامه را بر عهده خواهد گرفت.
در دسامبر ۲۰۱۹، اعلام شد که نتفلیکس با استودیوی پویانمایی زیرمجموعهٔ گومون به نام گومون انیمیشن برای تولید مشترک این فیلم همکاری خواهد کرد. تیموتی رکارت به‌عنوان کارگردان پروژه انتخاب شد و پل مک‌کارتنی، خوانندهٔ گروه بیتلز و یکی از نویسندگان کتاب، به عنوان تهیه‌کننده و آهنگساز در ساخت ترانه‌ها و موسیقی متن اصلی فیلم مشارکت داشت. استودیوی پویانمایی کانادایی Tangent Animation مسئولیت ساخت انیمیشن فیلم را بر عهده گرفت، اما تا ۴ اوت ۲۰۲۱ این استودیو تعطیل شد و روند تولید فیلم نیز متوقف گردید. گزارش‌ها حاکی از آن بود که نتفلیکس از کیفیت کار Tangent رضایت نداشته است.
در ژوئیه ۲۰۲۳، نتفلیکس از ادامهٔ مشارکت در پروژه انصراف داد و روند تولید فیلم بار دیگر به شکل مستقل ادامه یافت. در اکتبر همان سال، توبی گنکل جایگزین تیموتی رکارت به‌عنوان کارگردان شد و همچنین اعلام شد که مایکل جاکینو وظیفهٔ ساخت موسیقی متن جدید فیلم را بر عهده خواهد داشت. تولید فیلم از اوایل سال ۲۰۲۴ آغاز شد.
در مهٔ ۲۰۲۵، فهرست بازیگران فیلم به‌طور رسمی اعلام شد.

## اکران
بالا در ابرها قرار است در سال ۲۰۲۷ اکران شود.